# Hélène Blanc
Hélène Blanc, née le 30 avril 1946, est une politologue et criminologue française, chercheur au Centre national de la recherche scientifique (CNRS).

## Biographie
Hélène Blanc est docteur en études slaves de l'Institut national des langues et civilisations orientales (INALCO). Comptant parmi les quelques experts français contemporains du monde russe, elle est l'auteur de plusieurs ouvrages sur l'Union soviétique et la Russie contemporaine, dont certains sont cosignés avec la politologue russe Renata Lesnik.
Angliciste, Hélène Blanc fait l’essentiel de sa carrière au CNRS. Elle la termine dans un laboratoire mixte CNRS-Collège de France.

## Ouvrages
- L'Empire corrompu avec Renata Lesnik, Éditions Robert Laffont, 1990  (ISBN 222106769X)
- Les auteurs du printemps russe, Noir sur blanc, 1991  (ISBN 2882500254)
- Qui abattra Eltsine ? avec Renata Lesnik, Éditions du Rocher, 1992
- L'Empire de toutes les mafias, avec Renata Lesnik, Presses de la Cité, 1996
- Le dossier noir des mafias russes, Éditions Balzac, 1998
- Le mal russe : du chaos à l'espoir avec Renata Lesnik, Éditions l'Archipel, 2000  (ISBN 2841872300)
- KGB Connexion : le système Poutine, Hors Commerce, 2004  (ISBN 2915286159)
- T comme Tchétchénie..., Ginkgo éditeur, 2005  (ISBN 2846790280)
- Les prédateurs du Kremlin, 1917-2009 avec Renata Lesnik, Seuil, 2009  (ISBN 978-2020993913)
- Russia Blues avec Renata Lesnik, Ginkgo éditeur, 2012  (ISBN 978-2846792011)
- Goodbye Poutine : Union européenne, Russie, Ukraine ouvrage collectif sous la direction d'Hélène Blanc avec notamment Renata Lesnik et Françoise Thom, Ginkgo éditeur, 2015  (ISBN 978-2846792417)[4]
- Le Roman de Renata, Gingko, 2017  (ISBN 978-2846792691)
- Nuremberg du communisme, Ginkgo éditeur, 2017[5]
- Saveurs de Russie, Ginkgo éditeur, 2020
- Les enfants de la Garde blanche, Ginkgo éditeur, 2022[6]
- Goodbye Poutine, du KGB aux Crimes de guerre ouvrage collectif sous la direction d'Hélène Blanc, Ginkgo éditeur, 2023 (ISBN 978-2846795203)[7]

### Fiction
- Bons baisers de Moscou, avec Claude André, Ginkgo éditeur 2022[8]
- Bons baisers de Paris, avec Claude André, Ginkgo éditeur, 2024

## Filmographie
- Ainsi parlait... Pliouchtch[9] avec Renata Lesnik, réalisé par Serge Gauthier-Pavlov, L'AUTRE Film production et distribution, 2010
- Le Nuremberg du communisme  - Production LCP/Public sénat 2019